# Jack La Rue
Jack La Rue (* 3. Mai 1902 in New York City, New York als Gaspere Biondolillo; † 11. Januar 1984 in Santa Monica, Kalifornien) war ein US-amerikanischer Schauspieler.

## Leben und Karriere
Jack La Rue wurde als Sohn italienischer Einwanderer in New York geboren und machte seine schauspielerischen Anfänge in der Truppe des damals bekannten Theaterschauspielers Otis Skinner. Im September 1923 gab La Rue sein Debüt am Broadway im Stück The Crooked Square, wo er bis 1931 in weiteren Produktionen zu sehen war. Ab Mitte der 1920er Jahre folgten auch vereinzelte Filmrollen. Laut einem Interview mit La Rue entdeckte ihn Regisseur Howard Hawks, als er ihn in dem Stück Diamond Lil neben Mae West auf der Bühne sah, und holte ihn für seinen kommenden Film Scarface nach Hollywood. Seinen Part als Guino Rinaldo verlor La Rue allerdings nach wenigen Tagen, da er größer war und eine kräftigere Stimme besaß als der eigentliche Hauptdarsteller Paul Muni. Nach seiner Entlassung empfahl er seinen Kollegen George Raft für die Rolle des Guino, der mit dieser zum Star wurde.
Jack La Rue galt als attraktiver Schauspieler mit großer Präsenz, dem allerdings trotz dieser Eigenschaften nie der große Durchbruch gelang. Seine wohl wichtigste Rolle war zuvor von George Raft abgelehnt worden: In The Story of Temple Drake (1933), der Verfilmung von William Faulkners Die Freistatt, spielte er die Rolle des finsteren Gangsters und Vergewaltigers, dem sein Opfer (gespielt von Miriam Hopkins) zumindest zeitweise verfällt. La Rue hoffte damals, mit diesem Film ein Star zu werden. Allerdings sorgte der Film bei seiner Veröffentlichung für einen Skandal und La Rue musste sich in den folgenden Jahren stattdessen meistens mit Nebenrollen begnügen. Er versuchte es mit einigen romantischen Rollen, spielte allerdings meistens Gangster oder andere düstere Figuren. Zu den Ausnahmen zählen Darstellungen von Priestern in Frank Borzages Hemingway-Verfilmung In einem anderen Land (1932) und Victor Flemings Kipling-Adaption Manuel (1937).
In den 1940er-Jahren befand sich La Rues Karriere in einem Tief, in einigen Filmkomödien mit Abbott und Costello sowie Bob Hope veralberte er sein Gangsterimage etwas. Besser sah es für ihn aus, als er Ende der 1940er-Jahre für einige Zeit nach England ging: In dem Thriller No Orchids for Miss Blandish (1948) spielte er die Hauptrolle eines Gangsters, der eine reiche Erbin verführt. Nicht nur die Rolle erinnerte an The Story of Temple Drake, auch der Film stand wie Temple Drake wegen Gewaltdarstellungen und den relativ offenen sexuellen Szenen in der Kritik. Nach seiner Rückkehr aus England war La Rue nur noch sporadisch in Kinofilmen und Fernsehserien zu sehen. Er lehnte nach eigenen Angaben mehrere Gastrollen in der Serie Die Unbestechlichen sowie eine Nebenrolle in Der Pate ab, da er die Darstellung von Italoamerikanern in diesen als zu stereotyp empfand. In dem mit Cameos von Altstars gespicktem Film Won Ton Ton – der Hund, der Hollywood rettete spielte er 1976 seine letzte Filmrolle. Zwischen 1925 und 1976 wirkte La Rue an insgesamt über 160 Film- und Fernsehproduktionen mit.
La Rue war dreimal verheiratet, zwei der Ehen wurden annulliert und eine geschieden. Eine der Ehen führte er ab 1949 mit der österreichischen Baroness Edith von Rosenberg, die ihn nach seinen Behauptungen nur geheiratet hatte, um die US-amerikanische Staatsbürgerschaft zu erhalten. Er starb im Januar 1986 im Alter von 81 Jahren an einem Herzinfarkt. La Rue wurde auf dem Holy Cross Cemetery im kalifornischen Culver City beigesetzt.

## Filmografie (Auswahl)
- 1925: Der Teufelsjunge (The Lucky Devil)
- 1926: Fine Manners
- 1930: Follow the Leader
- 1932: Jagd auf James A. (I Am a Fugitive from a Chain Gang)
- 1932: Unbescholten (Virtue)
- 1932: Three on a Match
- 1932: 20.000 Jahre in Sing Sing (20,000 Years in Sing Sing)
- 1932: In einem anderen Land (A Farewell to Arms)
- 1933: Die 42. Straße (42nd Street)
- 1933: The Kennel Murder Case
- 1933: The Story of Temple Drake
- 1933: Christopher Strong
- 1933: To the Last Man
- 1933: Wo ist das Kind der Madeleine F.? (Miss Fane’s Baby Is Stolen)
- 1935: Special Agent
- 1935: Was geschah gestern? (Remember Last Night?)
- 1935: Die Peitsche der Pampas (Under the Pampas Moon)
- 1936: Auf in den Westen (Go West Young Man)
- 1936: Tanzende Piraten (Dancing Pirate)
- 1937: Manuel (Captains Courageous)
- 1940: Charlie Chan in Panama
- 1940: Der Herr der sieben Meere (The Sea Hawk)
- 1941: Mr. X auf Abwegen (Footsteps in the Dark)
- 1942: Abbott und Costello unter Kannibalen (Pardon My Sarong)
- 1943: Liebeslied der Wüste (The Desert Song)
- 1945: Die Seeteufel von Cartagena (The Spanish Main)
- 1945: Cornered
- 1945: Liebe in der Wildnis (Dakota)
- 1946: Der Bandit von Sacramento (In Old Sacramento)
- 1946: Der Weg nach Utopia (Road to Utopia)
- 1947: Der Rächer von Monterey (Robin Hood of Monterey)
- 1947: Detektiv mit kleinen Fehlern (My Favorite Brunette)
- 1948: No Orchids for Miss Blandish
- 1949–1950: Lights Out (Fernsehserie, 33 Folgen)
- 1952: Der Tiger von Utah (Ride the Man Down)
- 1957: Drei Schritte vor der Hölle (Slaughter on 10th Avenue)
- 1962: Ein Rucksack voller Ärger (40 Pounds of Trouble)
- 1964: For Those Who Think Young
- 1964: Sieben gegen Chicago (Robin and the 7 Hoods)
- 1965: Perry Mason (Fernsehserie, 1 Folge)
- 1966: Solo für O.N.K.E.L. (The Man from U.N.C.L.E., Fernsehserie, 2 Folgen)
- 1975: Paesano: Eine Stimme in der Nacht (Paesano: A Voice in the Night)
- 1976: Won Ton Ton – der Hund, der Hollywood rettete (Won Ton Ton: The Dog Who Saved Hollywood)